# Wiktorów (Zatopolice)
Wiktorów – kolonia wsi Zatopolice w Polsce, położona w województwie mazowieckim, w powiecie radomskim, w gminie Zakrzew.
W latach 1975–1998 kolonia administracyjnie należała do województwa radomskiego.